# Diego de Castejón y Fonseca
Diego de Castejón y Fonseca (Madrid, 1580-Ágreda, 19 de febrero de 1655) fue un clérigo y hombre de estado español, obispo de Lugo, gobernador de la archidiócesis de Toledo en nombre del Cardenal-Infante Fernando de Austria, obispo de Tarazona y presidente del Consejo Real de Castilla.  En 1642 Felipe IV le concedió el título nobiliario de marqués de Camarena la Vieja. Está enterrado en la Basílica de Nuestra Señora de los Milagros, de Ágreda (Soria).
Dejó escritas dos obras de temática religiosa: 
- Primacía de la Santa Iglesia de Toledo, su origen, sus medras y sus progresos (Madrid, 1645), y
- Discursos breves de los tres caminos de la oración mental (Zaragoza, 1651).

| Predecesor: Diego Vela Becerril        | Obispo de Lugo 1634-1636                                       | Sucesor: Juan Vélez de Valdivielso   |
| Predecesor: Baltasar Navarro Arroytia  | Obispo de Tarazona 1644-1655                                   | Sucesor: Pedro Manero                |
| Predecesor: Fernando de Valdés y Llano | Presidente del Consejo de Castilla Junio de 1640-Marzo de 1643 | Sucesor: Juan Chumacero de Sotomayor |